# 時瀬発電所
時瀬発電所（ときぜはつでんしょ）は、愛知県豊田市時瀬町にある中部電力株式会社の水力発電所である。矢作川本川にある発電所の一つで、最大出力7,200キロワットにて運転されている。運転開始は1923年（大正12年）。

## 設備構成
時瀬発電所は導水路により落差を得て発電する水路式発電所である。最大使用水量16.70立方メートル毎秒・有効落差49.40メートルにより最大7,200キロワットを発電する。
取水用のダムや堰の設備はなく、導水路は上流にある矢作第一発電所1号機（取水先は矢作ダム）の放水路に直結する。元来は閑羅瀬に高さ13.64メートル・長さ71.36メートルの取水堰があり、その左岸に取水口が設けられていたが、矢作ダム建設（1970年竣工）に伴い矢作第一発電所1号機からの直接取水に切り替えられた。導水路の総延長は4,041.3メートルで、トンネルと開渠・蓋渠（一部）で構成されており、他に沈砂池も設ける。
発電所上部水槽から水を落とす水圧鉄管は1条のみの設置で、その長さは105.81メートル。水車発電機も1組のみであり、水車は立軸単輪単流渦巻フランシス水車を、発電機は容量7,400キロボルトアンペアのものを備える。双方とも東芝製。周波数は60ヘルツを採用している。発電所建屋は鉄筋コンクリート構造でありその面積は563.2平方メートルである。

## 歴史
時瀬発電所の歴史は、1911年（明治44年）7月に「矢作川水電」発起人が水利権を出願したことに始まる。1921年（大正10年）7月に尾三電力として会社が発足したのち、同年8月に同社へ時瀬地点の水利権許可が下りた。時瀬地点は第一期工事の一つとしてただちに着工され、1923年（大正12年）1月に時瀬発電所が竣工した。
建設当初、水車・発電機はアメリカ合衆国のアリス・チャルマーズ製のものが設置された。また送電線は、親会社にあたる大同電力が矢作川串原発電所から名古屋市内へ送電するために設けていた既設送電線を利用するものとされ、同線への連絡線が新設された。発電所出力は当初5,555キロワット、のち5,560キロワットで、さらに1938年（昭和13年）2月には6,200キロワットへと引き上げられた。この間の1928年（昭和3年）9月、時瀬発電所を運転する尾三電力は、親会社大同電力へと合併された。
1939年（昭和14年）4月1日、電力国家管理の担い手として国策電力会社日本発送電が設立された。同社設立に関係して、大同電力は「電力管理に伴う社債処理に関する法律」第4条・第5条の適用による日本発送電への社債元利支払い義務継承ならびに社債担保電力設備（工場財団所属電力設備）の強制買収を前年12月に政府より通知される。買収対象には時瀬発電所を含む14か所の水力発電所が含まれており、これらは日本発送電設立の同日に同社へと継承された。次いで太平洋戦争後、1951年（昭和26年）5月1日実施の電気事業再編成では、日本発送電から中部電力へと出資された。出力は6,200キロワットのままである。
発電所出力については、1995年（平成7年）7月、水車の取替えに伴い6,200キロワットから7,000キロワットへ増強。さらに2004年（平成16年）4月26日付で7,200キロワットへと変更された。